# Montmain (Sekwana Nadmorska)
Montmain – miejscowość i gmina we Francji, w regionie Normandia, w departamencie Sekwana Nadmorska.
Według danych na rok 1990 gminę zamieszkiwało 1048 osób, a gęstość zaludnienia wynosiła 174 osoby/km² (wśród 1421 gmin Górnej Normandii Montmain plasuje się na 219. miejscu pod względem liczby ludności, natomiast pod względem powierzchni na miejscu 610.).